# Рівненська єпархія УПЦ (МП)
Рівненська єпархія — єпархія УПЦ території Рівненської області з центром у Рівному. Єпархіальне управління знаходиться за адресою: Рівне вул. Любомирського, 3.

## Історія
Рівненська єпархія створена в квітні 1990 року шляхом виділення її зі складу Волинської єпархії, яка була заснована в 1799 році.
30 березня 1999 року єпархію було розділено на дві — Рівненську та Сарненську. До складу Рівненської єпархії увійшли райони: Гощанський, Дубенський, Демидівський, Здолбунівський, Корецький, Млинівський, Острозький, Радивилівський та Рівненський. До складу Сарненської єпархії увійшли такі райони: Березнівський, Володимирецький, Дубровицький, Зарічнянський, Костопільський, Рокитнівський, Сарненський.
Єпархія налічує 239 парафій та розділяється на 8 благочинь. Млинівський та Демидівський райони складають одне благочиння у зв'язку з невеликою кількістю парафіян. Дубенський поділений на два. В 2014 році Корецький район також поділений на два благочиння. Рівненська єпархія межує із Сарненською, Лвівською, Тернопільською, Житомирською та Шепетівською єпархією.
У грудні 2022 року в приміщеннях єпархії СБУ провели обшуки, було виявлено білоруську готівку та брошури білоруських і російських авторів із закликами до миру з «братнім російським народом», прославлення російських окупантів.

## Благочиння
- Гощанське
- Дубенське
- Здолбунівське
- Корецьке
- Млинівське
- Острозьке
- Радивилівське
- Рівненське

## Монастирі та скити
- Корецький монастир (м. Корець)
- Свято-Миколаївський Городоцький жіночий монастир (с. Городок)
- Дерманський монастир (с. Дермань)
- Свято-Покровський Гощанський жіночий монастир (смт. Гоща)
- Різдва Богородиці Білівський жіночий монастир (с. Біліївські Хутори)
- Благовіщенський жіночий монастир (с. Андрусів)

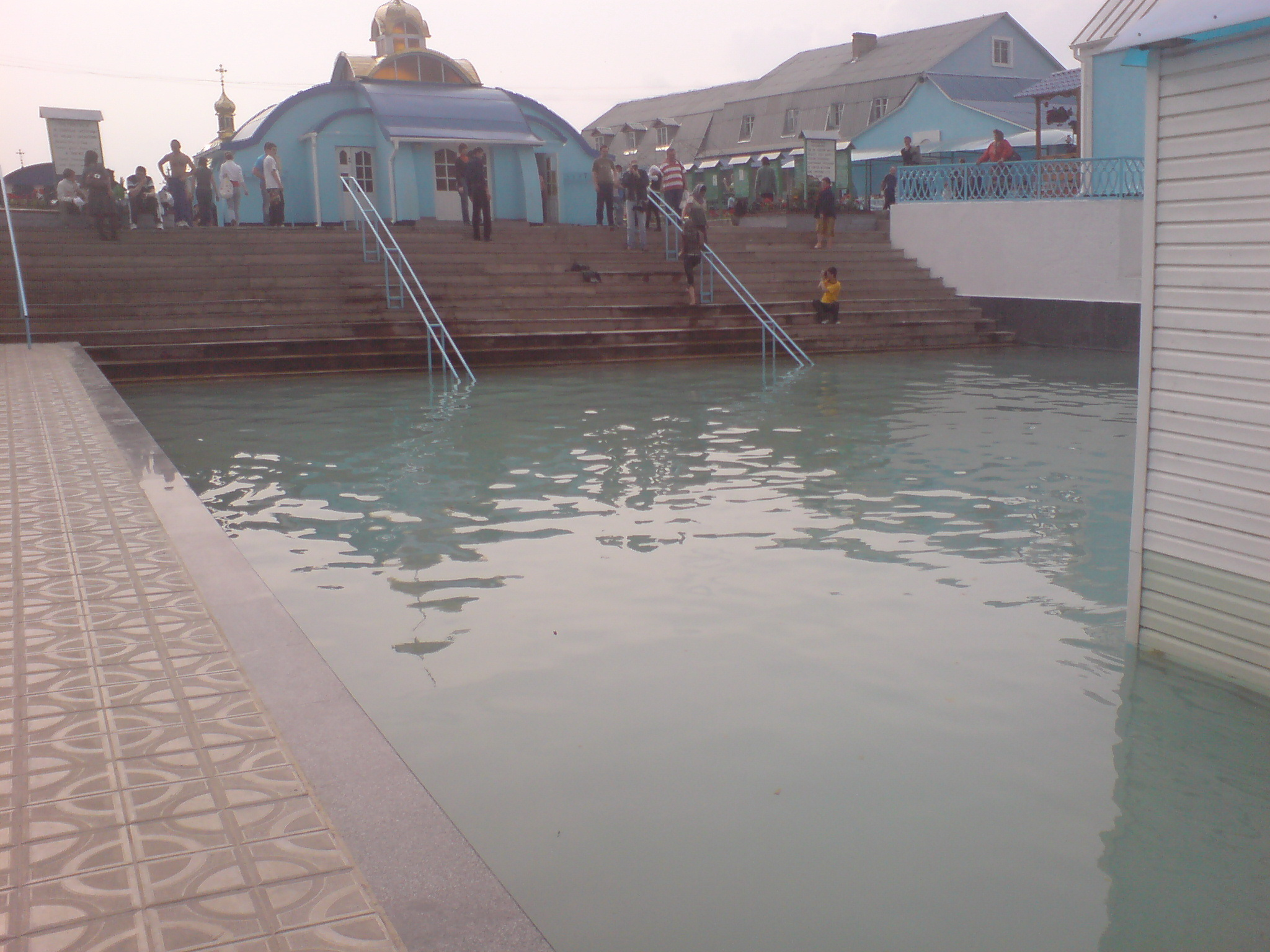
Джерело Святої Анни. с. Онишківці

- На честь Іверської ікони Божої Матері жіночий монастир (с. Голуби)
- Межиріцький  монастир (с. Межиріч)
- Успенський чоловічий монастир (с. Липки)
- Джерело Святої Праведної Анни (Дубенський район) (с. Онишківці)
- Вознесенський жіночий скит (смт. Млинів)
- На честь Жон-мироносиць жіночий скит (с. Симонів)
- На честь Собору дванадцяти апостолів жіночий скит (с. Рогачів)
- На честь вмц. Варвари чоловічий скит (с. Старий Корець)
- Георгіївське жіноче подвір'я (Рівне)

## Єпископи
- Алексій (Громадський) (1940 — 15 липня 1941)
- Феодор (Рафальський) (6 червня 1943—1945)
- Іриней (Середній) (10 квітня 1990 — 19 жовтня 1993)
- Анатолій (Гладкий) (28 жовтня 1993 — 27 липня 1995)
- Варфоломій (Ващук) (27 липня 1995 — 15 вересня 2021)
  - Пимен (Воят) (з 16 вересня 2021-16 листопада 2021)
- Пимен (Воят) (з 16 листопада 2021)

## Єпархіальне управління
- Рівне, вулиця Казимира Любомирського, 3
- Секретар єпархії — протоієрей Віктор Земляний
- Прес-секретар — протоієрей Василій Начев

## Галерея

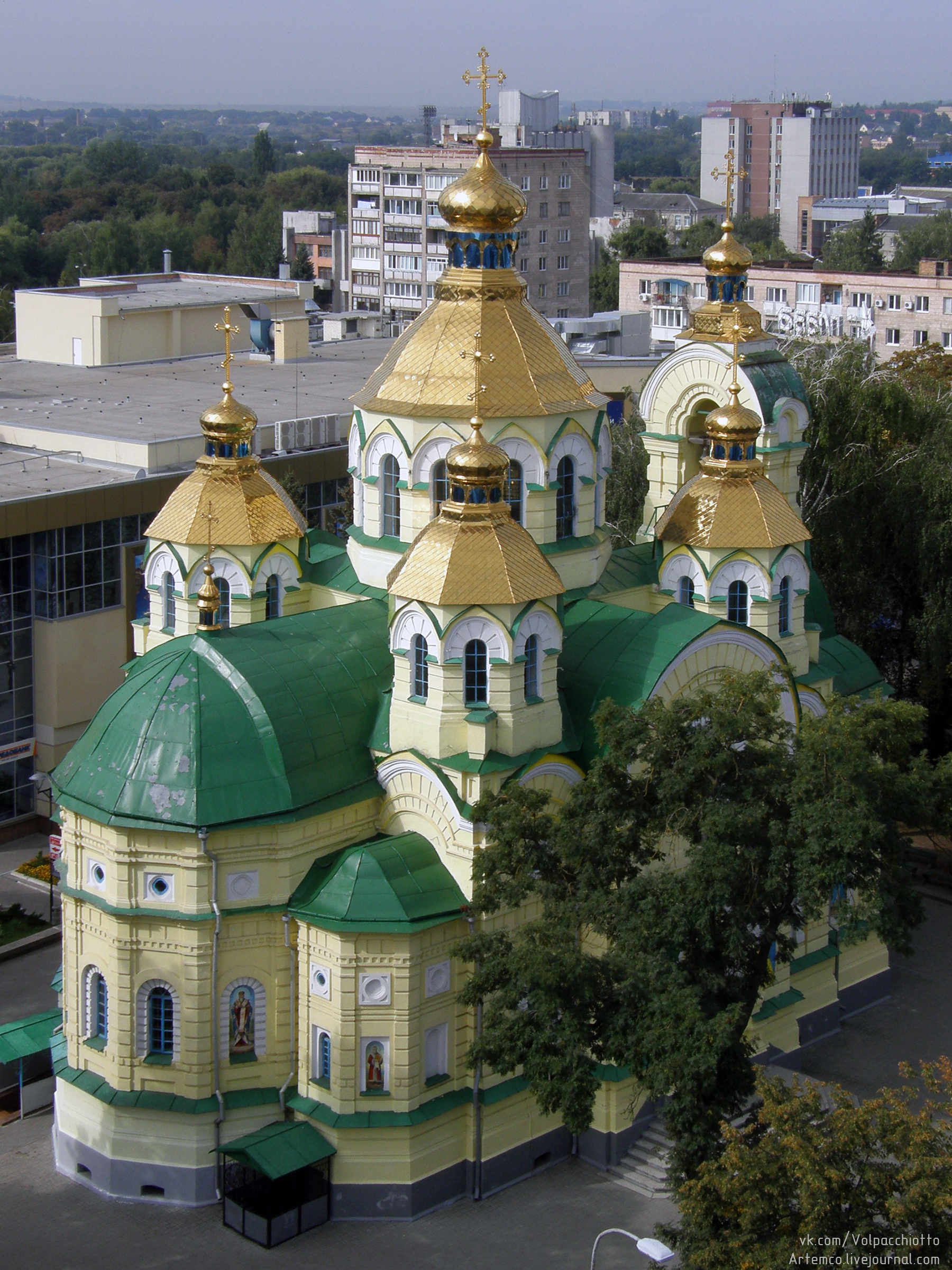
Воскресенський собор. м. Рівне.
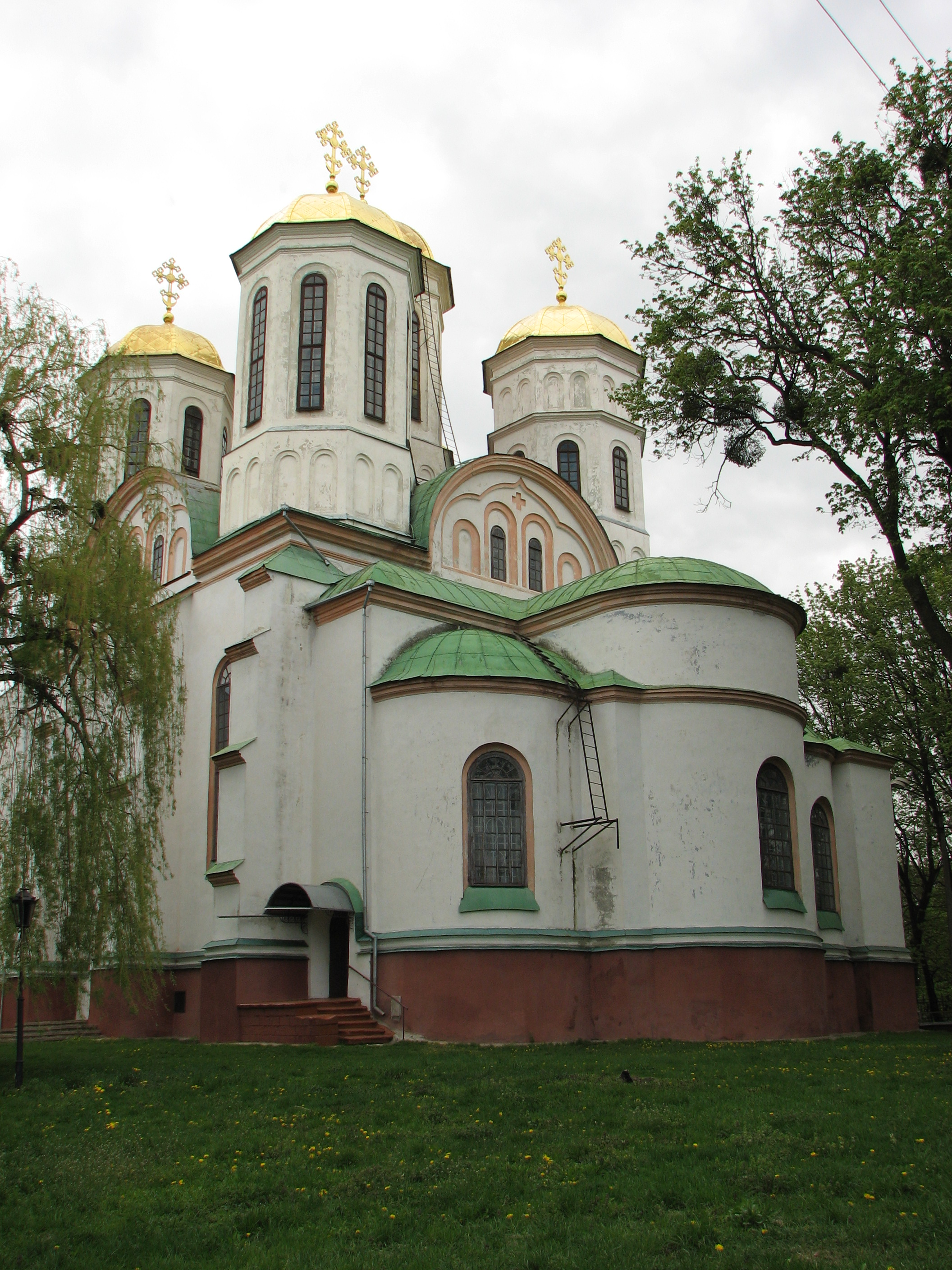
Богоявленський собор м. Острог.
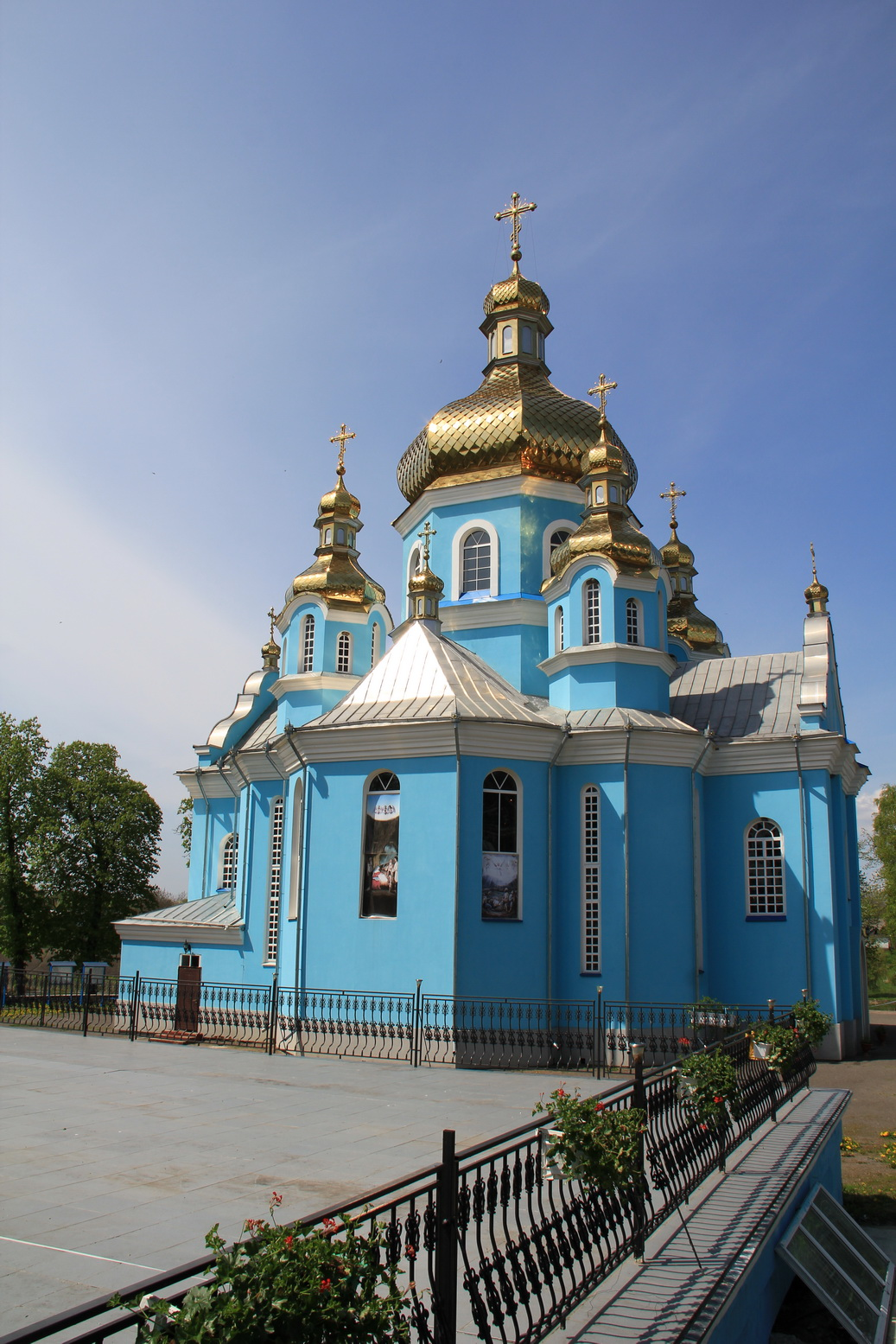
Храм Різдва Христового. с. Городок.
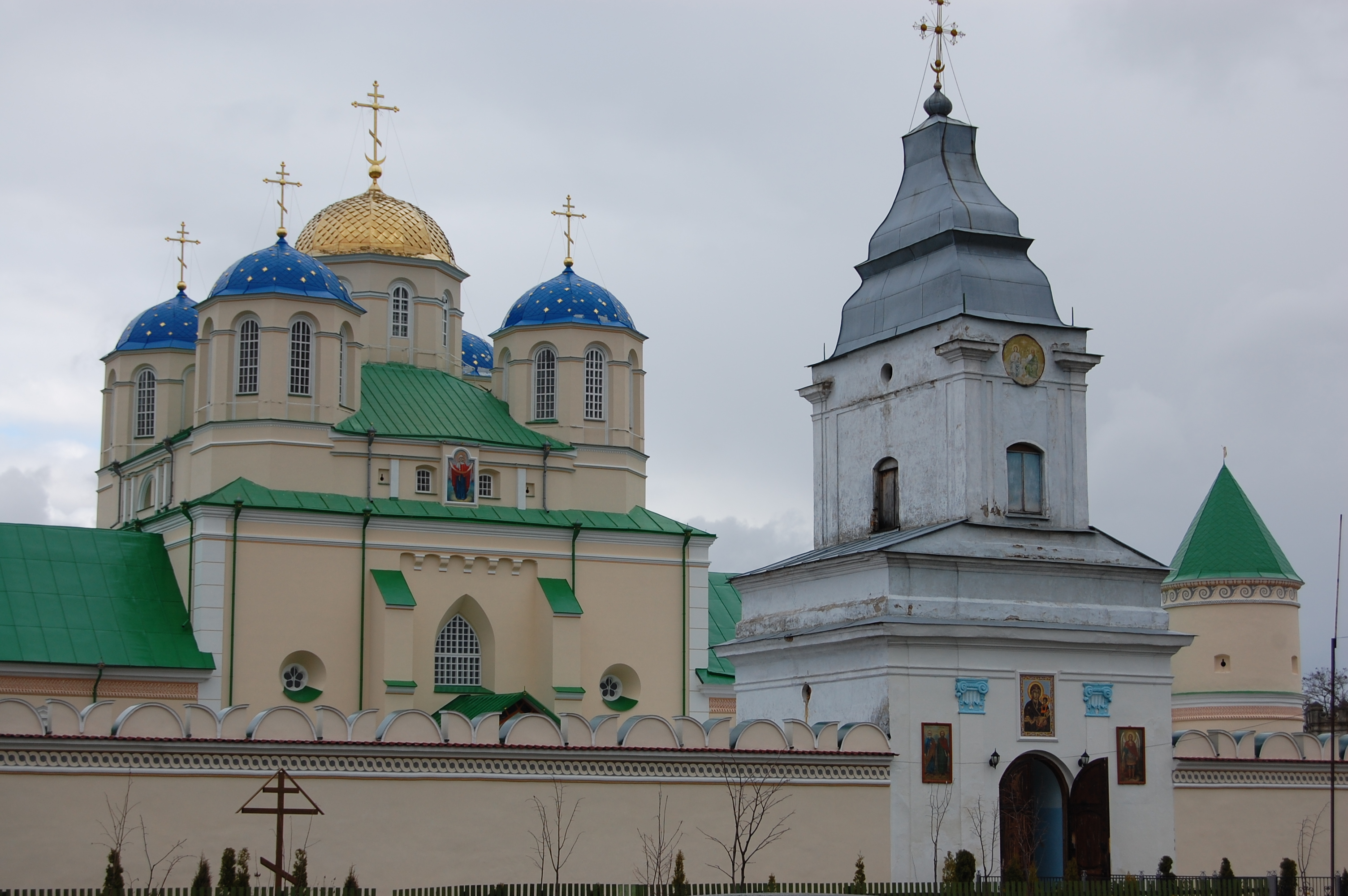
Троїцький чоловічий монастир. с. Межиріч.
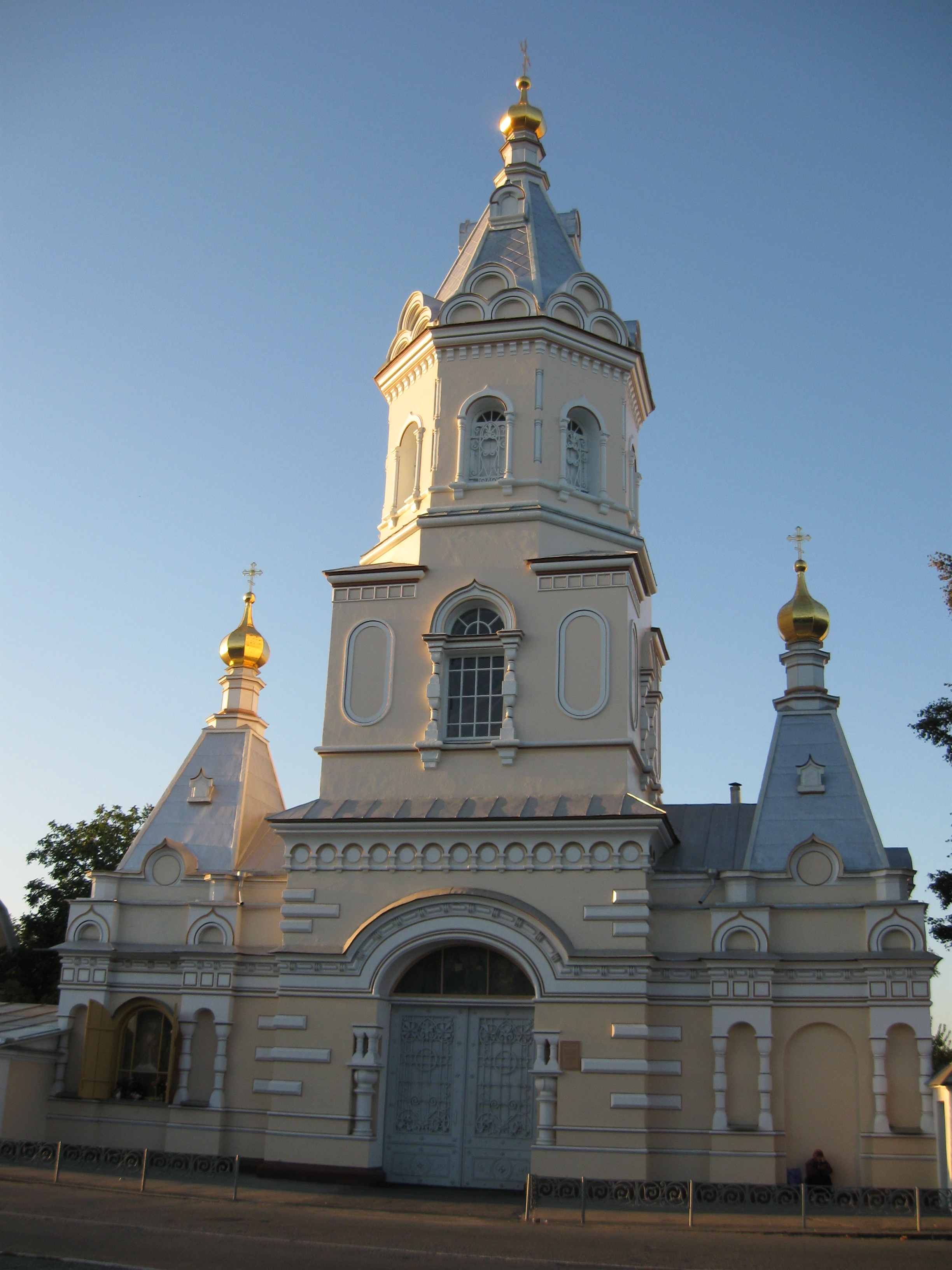
Троїцький жіночий монастир. м. Корець.
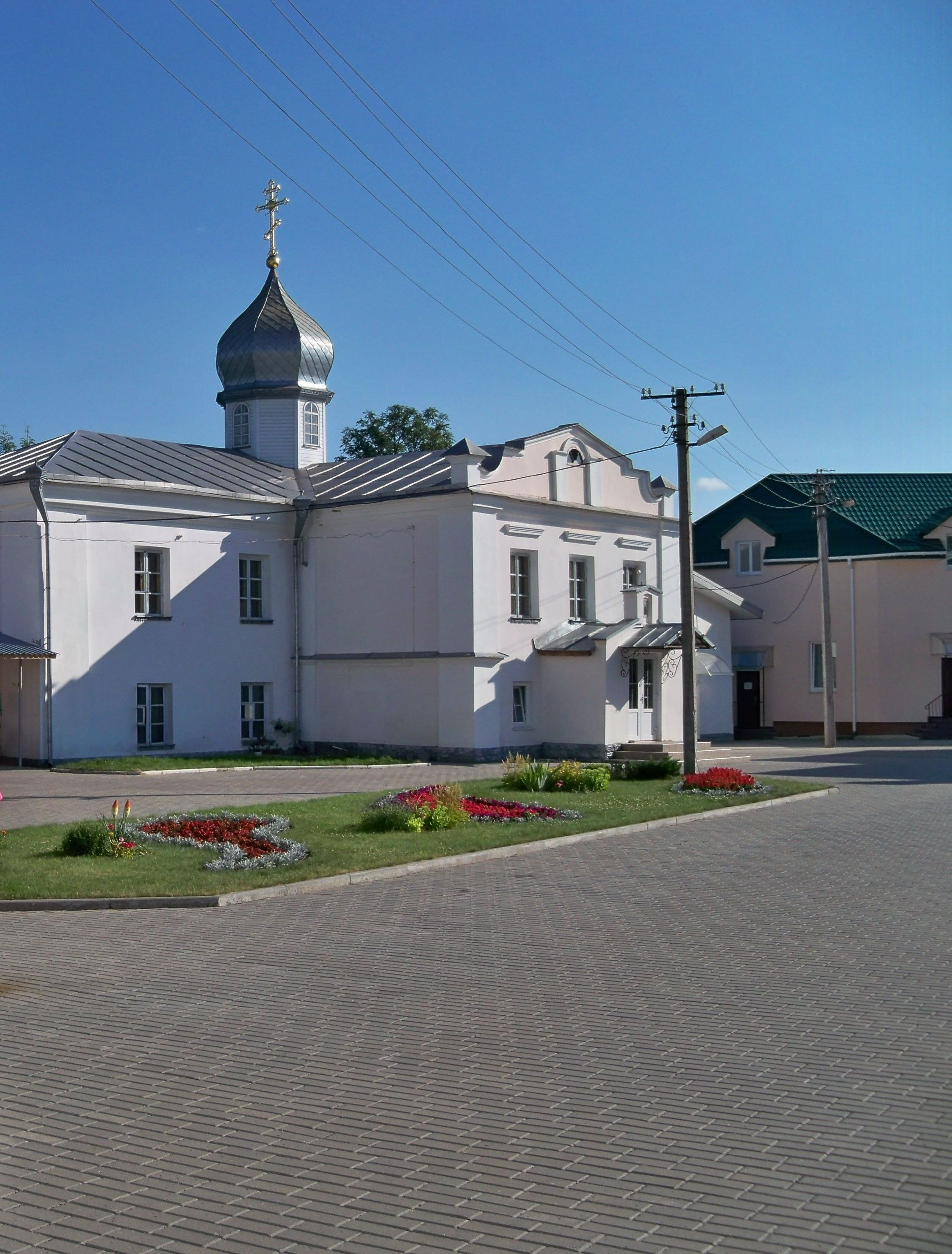
Дермань. Флігель з теплою церквою.
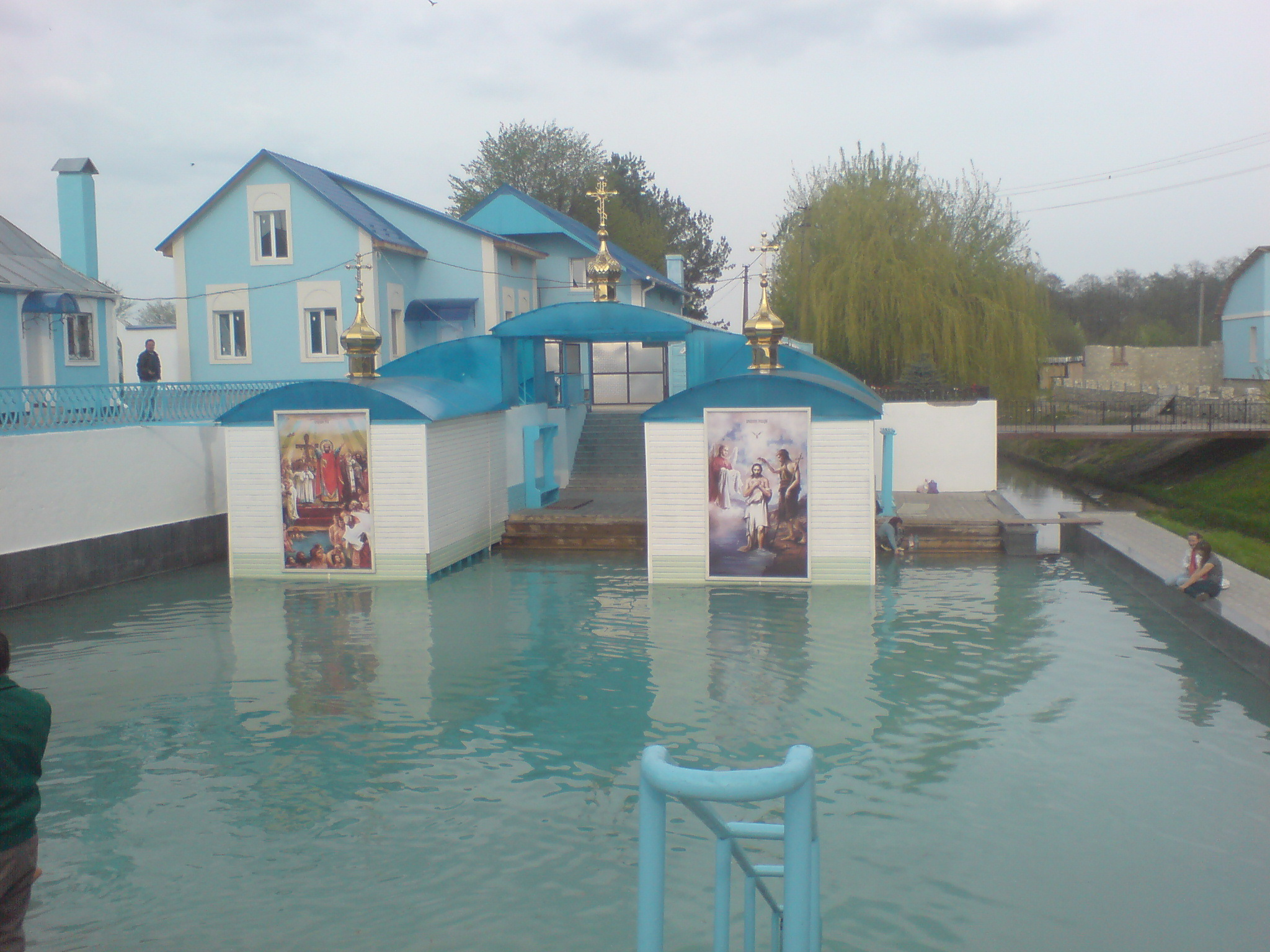
Купальня у Джерелі Святої Анни.